# بوينغ إكس-48
بوينغ إكس-48 (بالإنجليزية: Boeing X-48)‏ هي طائرة دون طيار تحت التجارب، ومن الطائرات ذات بدن وجناح مدمجان، أنتجت في الولايات المتحدة. من صناعة بوينغ. كان أول طيران لها في يوليو 20, 2007. صنع منها 2طائرتان.